# Richard Vieweg
Gotthold Richard Vieweg (* 25. April 1896 in Topfseifersdorf; † 20. Oktober 1972 in Kälberbronn) war ein deutscher Physiker und Präsident der Physikalisch-Technischen Bundesanstalt in Braunschweig.

## Leben
Vieweg stammt aus einer Pastorenfamilie. Er besuchte die Fürstenschule, ein humanistisches Gymnasium in Meißen, wo er 1914 sein Abitur machte. Nach seiner Teilnahme am Ersten Weltkrieg studierte er ab 1919 Physik und Mathematik an den Technischen Hochschulen in Berlin-Charlottenburg und in Dresden, wo er 1923 mit einer Arbeit Über Kontaktpotentialdifferenzen zwischen im Vakuum geglühten Metallen zum Dr. rer. techn. (Doktor der Technischen Wissenschaften) promovierte. Von 1923 bis 1935 gehörte er der Physikalisch-Technischen Reichsanstalt (PTR) an, zuletzt im Bereich der Hochspannungstechnik. 1935 folgte ein Ruf als Direktor des Instituts für Technische Physik der Technischen Hochschule Darmstadt.
Vieweg war intensiv involviert in die Forschungen zur V2-Entwicklung, die in der Heeresversuchsanstalt Peenemünde betrieben wurde. Er war Leiter des 1943 gegründeten Vierjahresplaninstituts für technische Physik der Kunststoffe an der TH Darmstadt, das die Autarkiebestrebungen des NS-Regimes unterstützen sollte. Hierfür wurde eigens von 1939 bis 1942 ein Neubau in Darmstadt errichtet. Architekt des Gebäudes war der Darmstädter Architekturprofessor Karl Gruber. Das Gebäude wurde im September 1944 erheblich beschädigt. Nach dem Zweiten Weltkrieg bemühte sich Wernher von Braun, Vieweg für seine Entwicklungen in die USA zu bekommen. Dieser lehnte die Anfrage jedoch ab.
Nach dem Rücktritt von Erich Reuleaux übernahm Vieweg im Juli 1946 das Amt des Rektors der TH Darmstadt. Dieses Amt hatte er bis Herbst 1947 inne.
Von 1951 bis 1961 war er Präsident der Physikalisch-Technischen Bundesanstalt in Braunschweig. Seine Arbeitsgebiete waren die Geschichte der Metrologie, Tribologie, Hochspannungstechnik und physikalische Eigenschaften von Kunststoffen. Im Jahr 1952 wurde er zum Honorarprofessor an die Technische Hochschule Braunschweig berufen. 1961 trat er nach zehnjähriger Tätigkeit in der PTB in den Ruhestand und kehrte als Honorarprofessor an die TH Darmstadt zurück.

## Weiteres Engagement und Ehrungen
- Vieweg war seit 1953 Mitglied (und später Vizepräsident) der Mathematisch-Naturwissenschaftlichen Klasse der Akademie der Wissenschaften und der Literatur in Mainz, ordentliches Mitglied der Akademie der Wissenschaften zu Göttingen und der Braunschweigischen Wissenschaftlichen Gesellschaft sowie Korrespondierendes Mitglied der Königlichen Akademie der Wissenschaften zu Madrid.[1]
- 1960 bis 1964 war er Präsident des Internationalen Komitees für Maß und Gewicht (CIPM) und beteiligte sich maßgeblich an der Gründung der Internationalen Organisation für das gesetzliche Messwesen (OIML).[2]
- Richard Vieweg war Mitglied des Vereins Deutscher Ingenieure (VDI) und gehörte dem Wissenschaftlichen Beirat des VDI an.[3]

- 1956: Dr.-Ing. e. h. Technische Hochschule Darmstadt[1]
- 1957: Silberne Verdienstplakette der Stadt Darmstadt[1]
- 1959: Karmarsch-Denkmünze der Hannoverschen Hochschulgemeinschaft[1]
- 1962: Grashof-Denkmünze des Vereins Deutscher Ingenieure
- 1966: Großes Verdienstkreuz mit Stern der Bundesrepublik Deutschland

- Die VDI-Gesellschaft Kunststofftechnik vergibt seit 1978 die Richard-Vieweg-Ehrenmedaille.[4]

## Werke
Vieweg verfasste mehr als 250 Schriften, darunter rund 20 Bücher
- Über Kontaktpotentialdifferenzen zwischen im Vakuum geglühten Metallen. (= Dissertation, Dresden Juli 1923). Auszug in: Annalen der Physik. 4. Folge, Band 74. 1924, S. 146–170, OCLC 314584265.
- Mass und Messen in kulturgeschichtlicher Sicht. in: Beiträge zur Geschichte der Wissenschaft und der Technik. Heft 4. F. Steiner, Wiesbaden 1962, OCLC 5014290.
- Depreciation and the need for replacement of scientific equipment. OECD, Paris 1963, OCLC 752921555.
- Ephemeridenzeit und Atomzeit. in: Abhandlungen der Mathematisch-Naturwissenschaftlichen Klasse. Jahrgang 1965, Nr. 11.  F. Steiner, Wiesbaden 1966, OCLC 24127567.
- Aus der Kulturgeschichte der Waage. (hrsg. von den Bizerba-Werken, Wilhelm Kraut KG, Balingen (Württ.), anlässlich des 100-jährigen Jubiläums, 1866–1966). 1966.
- Richard Vieweg (Hrsg.): Kunststoff-Handbuch. 12 Bände. Hanser, München 1963–1973.
- Untersuchungen über die Stabilität von Torpedos. 3. Bericht: Beitrag zur Nachbildung von Differentialgleichungen für Stabilitätsuntersuchungen. Institut für technische Physik der TH Darmstadt.